# Никоненко Володимир Вікторович
Никоненко Володимир Вікторович (нар. 24 березня 1988 року в місті Суми, Сумська область) — громадський активіст, політв'язень часів Януковича, боєць батальйону ОУН.

## Біографія
Народився і виріс в місті Суми в сім'ї трударів: батько зварювальник на заводі ВО ім. М. В. Фрунзе, а мати санітарка у Сумському геріатричного пансіонаті ветеранів війни та праці, навчався у Сумській загальноосвітній школі І-ІІІ ступенів № 7, яку закінчив у 2005 році. У тому ж році був зарахований до коледжу Сумського національного аграрного університету на «Юридичний факультет», який закінчив у 2008 році і отримав спеціальність «Юрисконсульт».
У 2006–2007 рр. проходив строкову військову службу у Державній прикордонній службі України. У 2009 році був зарахований Київський національний економічний університет імені Вадима Гетьмана на факультет «Маркетинг та управління персоналом». Того ж року починає займатися активною громадською діяльністю в Сумах та в Києві.
В період з 2009 по 2013 проводив численні заходи щодо популяризації таких тем, як то патріотизму, здоровий спосіб життя, свавілля чиновників, судової та правоохоронної системи, протидії корупції. З 2013 перебував на посаді помічника народного депутата Едуарда Леонова.

## Громадська діяльність
11 серпня 2011 року в центрі міста Суми був проведений здоровий забіг, щоб нагадати українцям що можна і треба вести здоровий та активний спосіб життя «Молодь обирає спорт!».
29 серпня 2011 року громадським активістам стало відомо, що паркову зону на березі річки Псел хочуть знищити та побудувати там чергову багатоповерхову будівлю. Ввечері, 29 серпня, хлопці та дівчата зашипували понад 20 дерев.
25 Березня 2012 був проведений «Вечір патріотичної творчості», який поєднував в собі пісні й поетичний революційний спадок діячів українського руху спротиву різних часів. Львівські музиканти розірвали тишу Сум своїм вибухом, зібравши на свій концерт як молодь, так і представників старшого покоління, під час якого часовий бар'єр з легкістю руйнувався під тиском палаючого революційного запалу. Пісні у виконанні гурту запали до душі слухачам, а зосередженість, небайдужість та особисті переживання передавалися від виконавців всім слухачам. Загалом концертна програма складалася з більш ніж десяти пісень як сучасності так і попередніх часів боротьби.
23 липня 2012, під час матчу ПФК Суми — Десна (Чернігів), на початку гри був вивішений банер «Свободу Павличенкам!».

### Трафарети зЯнуковичем
На малюнку був зображений Віктор Янукович з простріленою головою (критикувалася корупція та безчинність влади). Малюнки з'явились на центральних вулицях міста Суми, всього їх налічували більше тридцяти. По факту було відкрите кримінальне провадження за статтею 296 ч.2. Малюнок Януковича з цяткою на лобі дуже швидко досяг популярності, завдяки неправомірним вчинкам міліції, які замість адміністративного порушення побачили кримінальне. Подібні трафарети почали з'являтись у інших містах України: Київ, Львів, Одеса, та навіть Європі: Голландія та Польща.
За трафарети з Президентом України Януковичем, де була зображена цятка посеред чола, як наслідок пострілу, Никоненка та Ігоря Ганненка було притягнуто до кримінальної відповідальності за статтею 296 ч. 2, за рік було виголошено вирок 1 року обмеження волі з відбуванням покарання у Конотопському виправному центрі № 130. Цей факт широкого розголосу у ЗМІ. 
Після цього Комітетом визволення політв'язнів Володимира Никоненка було визнано політичним в'язнем і внесено до списку репресованих, який після Революції Гідності став основою для Закону України «Про внесення змін до Закону України „Про застосування амністії в Україні“ щодо повної реабілітації політичних в'язнів» від 27.02.2014 р.
Звільнившись з колонії по умовно-достроковому звільненню, повернувся до Києва, де за кілька днів почалась Революція Гідності. Брав участь, будував барикади, допомагав харчами та фінансово.
З середини січня 2015 року воював у складі добровольчого батальйону під керівництвом Миколи Коханівського в Пісках Донецької області, де був у розрахунку АГС-17.